# Endliker

Karte des Quartiers

Endliker ist ein Quartier der Stadt Winterthur im Schweizer Kanton Zürich. Es bildet zusammen mit den Quartieren Deutweg und Gutschick den 1973 gebildeten Stadtkreis 7 (Mattenbach).

## Etymologie
Der Quartiername leitet sich vom Flurnamen Hinter Endlikon ab, einem Gebiet, das sich westlich des Mattenbachs am unteren Hang des Eschenbergs befindet. Der Flurname hat seine Herkunft wiederum von einer ehemaligen Siedlung namens Endlikon, die 1401 noch fassbar war. Das Zürcher Siedlungsnamenbuch deutet den Namen als «Siedlung der Andilo- oder Antilo-Höfe». Andilo oder Antilo dürfte dabei die Koseform des Namens Ando oder Anto gewesen sein und hätte damit die gleiche Herkunft wie verschiedene Siedlungen mit dem Namen Endingen. Eine andere Herleitung für Endlikon findet sich im 2019 erschienenen Neujahrsblatt der Stadtbibliothek Winterthur: Dort wird der Name als Spottname für einen abgelegenen, «am Ende» liegenden Ort bezeichnet. Hinter Endlikon sei auch die Bezeichnung für einen Ort gewesen, «von wo die kleinen Kinder herkommen».

## Geografie
Die Überbauung des Quartiers Endliker erfolgte nach der Begradigung des Mattenbachs und ist relativ eben. Endliker markiert gleichzeitig mehr oder weniger jenen Teil des heutigen Stadtkreises Mattenbach. Die Nordostgrenze des Quartiers bildet die Tösstalstrasse, auf deren gegenüberliegenden Seite das Quartier Gutschick liegt. Im Nordwesten befindet sich die Grenze zum Quartier Deutweg auf der Höhe der Bullingerstrasse und zieht sich bis zum Eschenbergwald an die Waldgrenze. Im Osten markiert der Verlauf des Waldbachs bis zum Mattenbach und der Sportplatz Steinacker die Grenze zum Seemer Quartier Waldegg.

## Bildung
Auf dem Gebiet des Quartiers befindet sich der Kindergarten Am Bach an der gleichnamigen Strasse. In die Primar- sowie Oberstufe gehen die Schüler in das Schulhaus Mattenbach, das westlich in unmittelbarer Grenze zum Quartiergebiet liegt.

## Geschichte
Das Quartiergebiet Endlikers markiert geschichtlich jenen Teil des Stadtkreises Mattenbach, der bis 1922 zur eigenständigen Gemeinde Seen gehörte. Vor der Eingemeindung gab es lediglich entlang der Tösstalstrasse einzelne Wohnhäuser, und der Mattenbach floss quer durch das heute überbaute Quartiergebiet.

Endliker auf einer Luftaufnahme aus dem Jahr 1970

Den Grundstein zur Überbauung des Quartiergebiets legte die Kanalisierung des Mattenbachs im Jahr 1946, worauf das Quartier in den kommenden Jahren von Westen her kommend überbaut wurde. Die ersten Überbauungen auf Quartiergebiet waren 1956 Genossenschaftsbauten zwischen Endliker- und Webstrasse. Für den Rest des Quartiers wurde vom Stadtrat im August 1956 ein privater Quartierplan genehmigt, der im November desselben Jahres vom Regierungsrat festgesetzt wurde. Da die Überbauung von der Stadt her erfolgte und die Bevölkerung mehr in Richtung Stadt als in Richtung Seen orientiert war, wurde das Gebiet Endlikers 1959 dem Kreis Stadt zugeschlagen. Dies wurde in Seen nur unter der Bedingung akzeptiert, dass dieses Gebiet später mit dem Ziel benützt werde, einen eigenen Stadtkreis zu bilden. 1960 entstand im Quartier mit dem Hochhaus Weberstrasse des Architekten Herbert Isler das erste Wohnhochhaus der Stadt.
1973 erfolgte im Rahmen der neuen Gemeindeordnung die Bildung des neuen Stadtkreises Mattenbach, und Endliker wurde Teil davon. 1999 wurde vom Volk mit der Waldeggsee-Initiative die Idee verworfen, dass im Gebiet zwischen Mattenbach und Eschenbergwald ein See entstehen sollte. Nach der Jahrtausendwende wurde im ganzen Quartier eine Tempo-30-Zone eingerichtet.

## Verkehrsanbindung
Die die Nordgrenze Endlikers bildende Tösstalstrasse verbindet als Hauptstrasse die Winterthurer Altstadt mit Seen. Entlang der Tösstalstrasse verkehrt die Trolleybuslinie 2 (Wülflingen–HB–Seen) von Stadtbus Winterthur, die auf der Höhe des Quartiers an den Haltestellen «Endliker», «Gutschick» (stadteinwärts) und «Waldegg» hält. Ebenfalls endet die Verstärkungslinie 2E (Schloss–HB–Waldegg) an der Wendeschlaufe der Bushaltestelle «Waldegg». An Wochenenden werden diese Haltestellen im Halbstundentakt von der deckungsgleich zur regulären Linie verkehrenden Nachtbuslinie N2 (Wülflingen–HB–Seen) bedient.
Mit dem Fahrrad bieten sich die Wege entlang des Mattenbachs als Route an, entlang dessen Ufer die Stadt in Zukunft die Einrichtung einer Veloschnellroute plant.

## Kultur und Freizeit
Während der Mattenbach entlang des Quartiers begradigt ist, bietet sich auch der nahegelegene Eschenbergwald als Naherholungsgebiet an. Nördlich, auf der anderen Seite der Tösstalstrasse, bieten sich die Sportanlagen auf dem Deutweg für eine umfangreiche sportliche Betätigung an sowie im Osten der Fussballplatz Steinacker, dessen Spielfelder zur Hälfte auf Quartiergebiet liegen.